# One More Light
One More Light è il settimo album in studio del gruppo musicale statunitense Linkin Park, pubblicato il 19 maggio 2017 dalla Warner Bros. Records.
Si tratta dell'ultima pubblicazione del gruppo con il cantante Chester Bennington, morto suicida il 20 luglio dello stesso anno, e con il batterista Rob Bourdon, che ha abbandonato la formazione negli anni successivi alla morte di Bennington.

## Antefatti

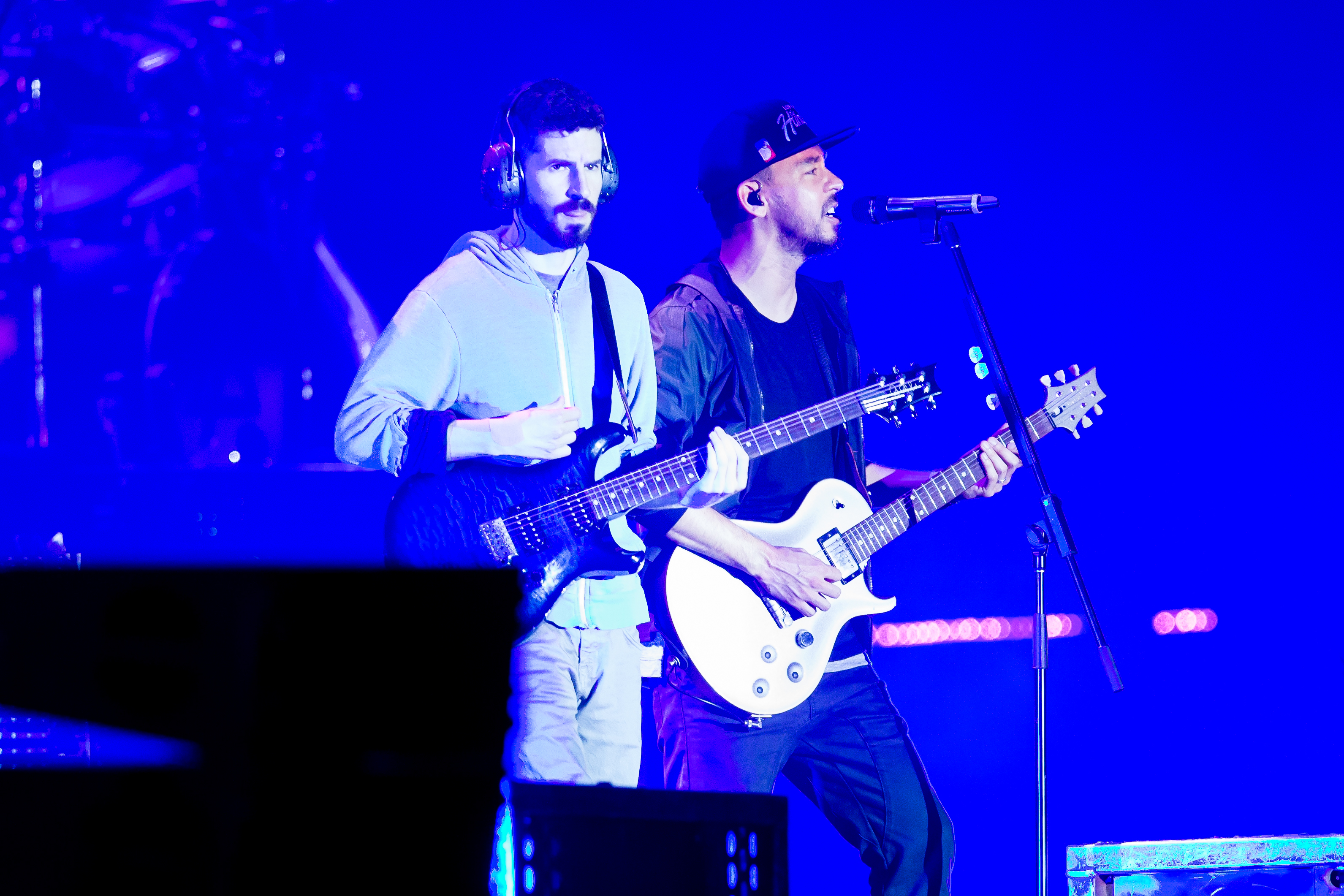
Brad Delson e Mike Shinoda, produttori dell'album e coautori di gran parte dei brani

Il 20 gennaio 2016 Mike Shinoda è stato intervistato da Rolling Stone, rivelando che i Linkin Park stanno «sperimentando molto con tutte le direzioni differenti che il gruppo può prendere» e che hanno realizzato molto materiale per il seguito di The Hunting Party, fatto ribadito anche da Brad Delson e Joe Hahn in una successiva intervista per Billboard. Lo stesso Shinoda, tre mesi più tardi, ha fornito ulteriori aggiornamenti sullo sviluppo dei brani dell'album, definendoli «personali e rivelatori» e che il gruppo ha dedicato se stesso nelle parole e melodie.

Il 2 settembre 2016 Chester Bennington ha pubblicato un aggiornamento sul canale YouTube del gruppo in merito agli sviluppi dell'album, dichiarandosi «orgoglioso» del materiale fino ad ora composto, da lui giudicato «fantastico». Tre mesi più tardi, lo stesso cantante ha rivelato che i Linkin Park sono entrati nella fase di missaggio dell'album e che i brani presenti in esso sono stati scritti insieme a numerosi collaboratori esterni:
Il 7 febbraio 2017 Shinoda ha ribadito quanto espresso da Bennington, aggiungendo che sarebbero stati presenti anche ospiti d'eccezione nell'album. Il 16 dello stesso mese il gruppo ha annunciato in via definitiva il titolo e la data di pubblicazione dell'album.

## Composizione

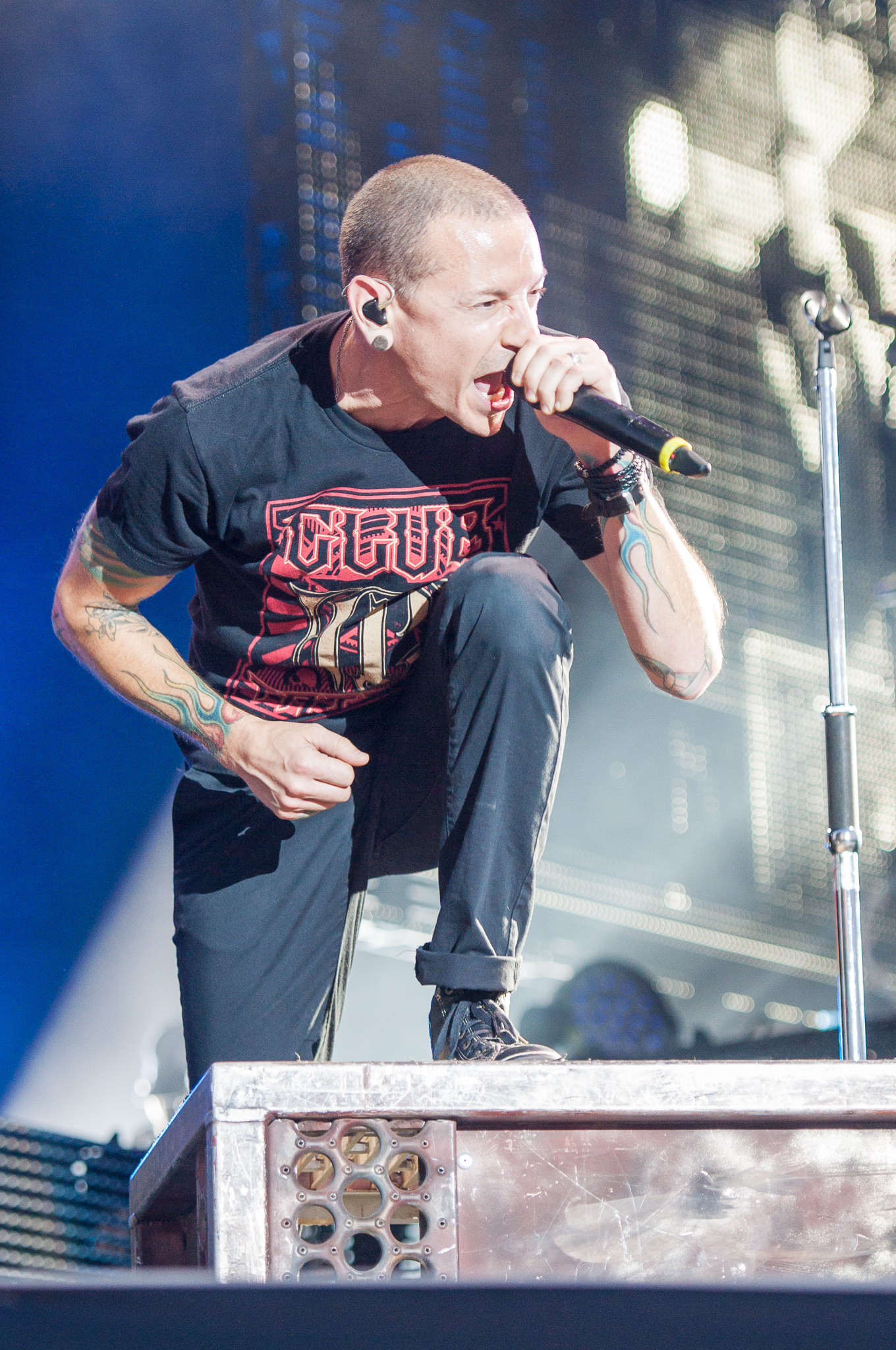
Il cantante Chester Bennington è stato coautore dei brani Heavy e Halfway Right

Contrariamente a quanto operato con gli album in studio precedenti, i Linkin Park hanno cominciato il processo di composizione dei brani partendo dai testi e dalle melodie vocali, registrando le parti vocali e in ultimo la musica. In un'intervista con Zane Lowe, Shinoda ha spiegato come l'album fosse molto «lucido» e diverso dal punto di vista stilistico, affermando che «ci sono molti generi mischiati in questo album rispetto a tutto il resto che abbiamo pubblicato. Non sentirete un sacco di chitarre pesanti. Non c'è alcuno scream nel disco». Lo stesso Shinoda, in un'intervista concessa a Billboard nel giorno della pubblicazione del primo singolo Heavy, ha spiegato che il gruppo ha scelto tale brano come singolo di lancio di One More Light perché «rappresenta le sonorità principali dell'album. Non è uno scenario in cui l'intero album suona in un modo e il singolo suona in un altro. Questo è come l'album suona. Perciò abbiamo voluto pubblicare un brano come quello, in modo tale che la gente faccia chiarezza sulla direzione che ha preso questo lavoro»; in aggiunta, secondo lui molti brani possono essere riconducibili ai primi brani dei The Cure o dei Tears for Fears. L'album infatti presenta sonorità tipicamente pop, in netto contrasto con quanto operato in passato, e presenta un solo brano interamente rappato (Good Goodbye), mentre altri traggono influenze da artisti quali Mumford & Sons (Sharp Edges) o Owl City (Sorry for Now). Shinoda inoltre risulta essere il cantante principale nei brani Invisible e Sorry for Now.

In un'intervista con MusicRadar, il chitarrista Brad Delson ha spiegato il proprio lavoro apportato nell'album:
 Spiegando ulteriormente il proprio lavoro alla chitarra, Delson ha aggiunto: «Amo il lavoro acustico su Sharp Edges e anche i diversi strati sonori di Invisible. In Sorry for Now c'è un modo di suonare la chitarra che mi è sembrato molto strano per i nostri standard. Questo è quello che adorato, abbiamo fatto cose molto diverse da quelle che facevamo di solito».

## Promozione
Il 1º febbraio 2017 i Linkin Park hanno annunciato attraverso il proprio sito la creazione dei Global Ambassadors, spiegando che si sarebbero occupati di promuovere le varie iniziative e pubblicazioni del gruppo nei rispettivi paesi di provenienza. Intorno allo stesso periodo, il gruppo ha diffuso una serie di otto video di breve durata attraverso YouTube, il cui ultimo ha rivelato la partecipazione vocale della cantante contemporary R&B Kiiara nel brano Heavy, pubblicato come primo singolo il 16 dello stesso mese. Il relativo video musicale è stato diretto da Tim Mattia e reso disponibile il 9 marzo 2017. Tale brano, dopo essere stato eseguito in versione acustica in streaming su Facebook nel giorno della sua pubblicazione, è stato presentato il 27 febbraio presso il programma televisivo statunitense The Late Late Show with James Corden, durante il quale è stato eseguito per la prima volta anche il brano Invisible.
Il 17 marzo i Linkin Park hanno pubblicato il secondo singolo Battle Symphony insieme al relativo lyric video, mentre il 13 aprile il sito HipHop-N-More ha reso disponibile in streaming il terzo singolo Good Goodbye, realizzato in partecipazione con i rapper Pusha T e Stormzy; anche per esso è stato realizzato un lyric video, distribuito il giorno seguente. Il 5 maggio è stato invece diffuso il video musicale, a cui ha preso parte anche l'ex cestista Kareem Abdul-Jabbar. Il 10 maggio 2017 Invisible è stato trasmesso in anteprima sul programma radiofonico di Apple Music Beats 1, condotto da Zane Lowe, venendo accompagnato da un lyric video diretto da Jose Lun. Tre giorni dopo, il fan club ufficiale del gruppo ha organizzato un preascolto dell'album tra il 16 e il 18 maggio in alcune nazioni da loro selezionate.
Il 19 giugno Shinoda e Phoenix hanno annunciato la pubblicazione di un video live del brano Talking to Myself, le cui riprese sono state effettuate dai fan che hanno preso parte al concerto del gruppo tenuto il giorno seguente allo Ziggo Dome di Amsterdam. Estratto come singolo il 25 luglio negli Stati Uniti, il brano è stato promosso anche dal video ufficiale, uscito il 20 luglio.
L'album è stato inoltre promosso dal relativo One More Light World Tour, la cui tappa europea si è svolta tra maggio e luglio 2017 e ha visto i Linkin Park esibirsi in vari festival quali l'Hellfest in Francia, l'Independent Days Festival in Italia e il Nova Rock in Austria. Il tour sarebbe dovuto proseguire anche negli Stati Uniti d'America tra il 27 luglio e il 22 ottobre, con Machine Gun Kelly in qualità di artista ospite; tuttavia, il 20 luglio 2017 Bennington è stato trovato morto nella sua casa di Palos Verdes Estates, qualche ora dopo la pubblicazione da parte del gruppo del video di Talking to Myself, portando il gruppo a cancellare il tour.
Nel mese di settembre 2017 è stata annunciata la pubblicazione di un sesto singolo, l'omonimo One More Light, tra il 2 e il 3 ottobre nelle stazioni radiofoniche statunitensi. Il relativo video, diretto da Joe Hahn e da Mark Fiore e realizzato in memoria di Bennington, è stato reso disponibile attraverso il canale YouTube dei Linkin Park a partire dal 18 settembre. Il 25 ottobre il singolo è stato pubblicato per il download digitale in una versione remixata dal DJ statunitense Steve Aoki.

## Accoglienza
| Recensione       | Giudizio |
| ---------------- | -------- |
| AllMusic         |          |
| Classic Rock     |          |
| Evening Standard |          |
| Newsday          | B+       |
| NME              |          |
| Rock Sound       | 6/10     |

One More Light è venuto incontro a recensioni generalmente negative da parte della critica specializzata. Il portale Metacritic riporta un punteggio di 46 su 100, che indica recensioni «miste o medie». NME ha criticato la qualità dell'album, assegnando una stella su dieci e spiegando che «È duro criticare un grande gruppo per aver provato qualcosa di diverso e non è un problema che si tratti di un album pop. Il problema è che è una mossa commerciale debole e commovente (forse per competere con i Twenty One Pilots)». Anche Neil Z. Yeung di AllMusic ha condiviso tale opinione, spiegando che «Il problema non è tanto il fatto che si tratti di un album pop; anzi ottengono punti per un coraggioso tentativo così fuori dalla loro portata. Il problema è che gran parte di One More Light è priva di quella carica viscerale che precedentemente ha definito gran parte del loro catalogo... non c'è alcun scream da parte di Chester Bennington, non ci sono quasi tutti i riff e DJ Hahn è scomparso dal processo di registrazione».
La rivista Classic Rock ha invece criticato il completo distacco dei Linkin Park dal rock, affermando che l'album «è come se Ed Sheeran suonasse come gli Extreme Noise Terror. Con One More Light i Linkin Park dicono addio al rock». Troy L. Smith di The Plain Dealer ha descritto i brani Nobody Can Save Me e Invisible come «brani pop ben confezionati», ma ha anche notato che «ciò non impedirà ai fan più accaniti dei Linkin Park di mostrare apprezzamento verso la lamentosa Halfway Right o la noiosa title track. Diamine, persino la EDM alla Skrillex può salvare Sorry for Now dal territorio banale».
Non mancano tuttavia recensioni positive riguardo al settimo album del gruppo. Newsday ha assegnato B+ a One More Light, lodando la nuova direzione dei Linkin Park, comparandola ai lavori dei Coldplay e dei Owl City e concludendo che «One More Light mostra come i Linkin Park abbiano ben assorbito la scena pop attuale ed applicata alla propria musica per mostrare in maniera genuina chi sono oggi, non come alcuni loro fan vogliono che loro siano».

### Risposta del gruppo
I Linkin Park, in particolar modo il frontman Chester Bennington, hanno risposto alle varie ricezioni negative sull'album. In un'intervista concessa in un primo momento a Music Week e successivamente anche a Kerrang!, Bennington, riguardo alle accuse di alcuni fan che definivano il gruppo «venduto», ha risposto che li «prenderebbe volentieri a pugni in faccia» e che «dovrebbero levarsi dalle palle» dalle precedenti sonorità del gruppo, in particolare dal primo album in studio Hybrid Theory. Anche l'altro frontman del gruppo, Mike Shinoda, intervistato da Kerrang!, ha respinto le voci inerenti al fatto che il gruppo avesse composto l'album «per ragioni monetarie» rispondendo che «non è così che io lavoro».

Successivamente il cantante degli Slipknot e degli Stone Sour Corey Taylor ha dichiarato di aver compreso le frustrazioni di Bennington, ma gli ha consigliato di pensare di essere «fortunato per quello che hai, sii fortunato per il fatto che la gente viene ancora a vederti e ad ascoltare la tua musica. Dai loro del tempo». Attraverso il social network Twitter, Bennington ha risposto che ha accettato le dichiarazioni di Taylor, spiegando:

## Tracce
Musiche dei Linkin Park.
1. Nobody Can Save Me – 3:45 (testo: Mike Shinoda, Brad Delson, Jon Green)
2. Good Goodbye (feat. Pusha T and Stormzy) – 3:31 (testo: Mike Shinoda, Brad Delson, Jesse Shatkin, Terrence Thornton, Michael Omari)
3. Talking to Myself – 3:51 (testo: Mike Shinoda, Brad Delson, Ilsey Juber, JR Rotem)
4. Battle Symphony – 3:36 (testo: Mike Shinoda, Brad Delson, Jon Green)
5. Invisible – 3:34 (testo: Mike Shinoda, Justin Parker)
6. Heavy (feat. Kiiara) – 2:49 (testo: Mike Shinoda, Brad Delson, Chester Bennington, Julia Michaels, Justin Tranter)
7. Sorry for Now – 3:23 (testo: Mike Shinoda)
8. Halfway Right – 3:37 (testo: Mike Shinoda, Brad Delson, Chester Bennington, Ross Golan)
9. One More Light – 4:15 (testo: Mike Shinoda, Francis White)
10. Sharp Edges – 2:58 (testo: Mike Shinoda, Brad Delson, Ilsey Juber)

## Formazione
Hanno partecipato alle registrazioni, secondo le note di copertina:
Gruppo
- Chester Bennington – voce
- Rob Bourdon – batteria (eccetto traccia 9), cori (tracce 2 e 3)
- Brad Delson – chitarra, cori (tracce 2 e 3)
- Phoenix – basso, cori (tracce 2 e 3)
- Joe Hahn – campionatore, programmazione, cori (tracce 2 e 3)
- Mike Shinoda – tastiera, voce (tracce 2, 3, 5 e 7), cori

Altri musicisti
- Jon Green – chitarra, cori e basso aggiuntivi (traccia 1)
- Pusha T – voce (traccia 2)
- Stormzy – voce (traccia 2)
- Andrew Jackson – chitarra aggiuntiva (traccia 3)
- Ilsey Juber – cori (tracce 3 e 10)
- Jesse Shatkin – tastiera e programmazione aggiuntive (traccia 5)
- Kiiara – voce (traccia 6)
- Ross Golan – cori (traccia 8)
- Eg White – chitarra e pianoforte (traccia 9)

Produzione
- Mike Shinoda – produzione, ingegneria del suono, direzione creativa, fotografia aggiuntiva
- Brad Delson – produzione
- Ethan Mates – ingegneria del suono
- Josh Newell – ingegneria del suono
- Alejandro Baima – assistenza tecnica
- Warren Willis – assistenza tecnica
- Jerry Johnson – assistenza tecnica
- Jon Green – produzione aggiuntiva (traccia 1)
- Andrew Bolooki – produzione vocale (tracce 1-4, 6-8)
- Șerban Ghenea – missaggio (tracce 1, 5-7)
- John Hanes – ingegneria al missaggio (tracce 1, 5-7)
- Jesse Shatkin – produzione aggiuntiva (traccia 2), coproduzione (traccia 5)
- Manny Marroquin – missaggio (tracce 2-4, 8-10)
- Chris Galland – ingegneria al missaggio (tracce 2-4, 8-10)
- Jeff Jackson – assistenza (tracce 2-4, 8-10)
- Robin Florent – assistenza (tracce 2-4, 8-10)
- Chris Gehringer – mastering
- JR Rotem – coproduzione (traccia 3)
- Andrew Jackson – produzione aggiuntiva (traccia 3)
- Andrew Dawson – produzione aggiuntiva (traccia 5)
- RAC – produzione aggiuntiva (tracce 5 e 10)
- Emily Wright – produzione vocale (tracce 5, 6, 9 e 10)
- Blackbear – coproduzione (traccia 7)
- Andrew Goldstein – coproduzione (traccia 7)
- Michael Keenan – produzione aggiuntiva (tracce 7 e 8)
- Alexander Spit – produzione aggiuntiva (traccia 8)
- Frank Maddocks – direzione creativa, direzione artistica, grafica, fotografia
- Joe Hahn – direzione creativa
- Peter J. Lee – direzione creativa, direzione artistica, grafica, fotografia aggiuntiva
- Christian Tachiera – fotografia aggiuntiva
- Lorenzo Errico – fotografia aggiuntiva

## Classifiche

### Classifiche settimanali
| Classifica (2017)         | Posizione massima |
| ------------------------- | ----------------- |
| Australia                 | 3                 |
| Austria                   | 1                 |
| Belgio (Fiandre)          | 1                 |
| Belgio (Vallonia)         | 3                 |
| Canada                    | 1                 |
| Corea del Sud             | 4                 |
| Danimarca                 | 6                 |
| Finlandia                 | 2                 |
| Francia                   | 14                |
| Germania                  | 2                 |
| Giappone                  | 6                 |
| Irlanda                   | 6                 |
| Italia                    | 4                 |
| Norvegia                  | 8                 |
| Nuova Zelanda             | 4                 |
| Paesi Bassi               | 5                 |
| Polonia                   | 7                 |
| Portogallo                | 2                 |
| Regno Unito               | 4                 |
| Repubblica Ceca           | 1                 |
| Spagna                    | 6                 |
| Stati Uniti               | 1                 |
| Stati Uniti (alternative) | 1                 |
| Stati Uniti (rock)        | 1                 |
| Stati Uniti (tastemaker)  | 9                 |
| Svezia                    | 7                 |
| Svizzera                  | 1                 |
| Ungheria                  | 1                 |

### Classifiche di fine anno
| Classifica (2017)  | Posizione |
| ------------------ | --------- |
| Australia          | 59        |
| Austria            | 30        |
| Belgio (Fiandre)   | 52        |
| Belgio (Vallonia)  | 76        |
| Corea del Sud      | 52        |
| Croazia            | 23        |
| Germania           | 23        |
| Giappone           | 71        |
| Italia             | 40        |
| Norvegia           | 97        |
| Nuova Zelanda      | 49        |
| Paesi Bassi        | 63        |
| Regno Unito        | 95        |
| Spagna             | 96        |
| Stati Uniti        | 90        |
| Stati Uniti (rock) | 7         |
| Svizzera           | 22        |
| Ungheria           | 27        |
| Classifica (2018)  | Posizione |
| Italia             | 84        |
| Ungheria           | 92        |